# 丁一 (1988年)
丁一（1988年12月22日—），男，河南商丘人，中国演员、模特。前妻是女演员白冰，两人育有一女。

## 生平
丁一是家中的独生子，父母是河南省商丘市某企业的普通工人。2008年，丁一报名参加了“世界最佳模特大赛”，获得中国特区赛澳门冠军，正式开始职业模特生涯。
2009年丁一拍摄了手机、汽车等广告作品。2011年丁一登上《GQ》、《男士健康》等杂志，并被香港时尚杂志《MR》评为“国内十大新晋男模”。
2014年出演喜剧电影《大变话》，饰演一名交警。其后正式进入娱乐圈发展。2015年，丁一签约天阶国际传媒成为旗下艺人并出演电影《那些女人》。7月，与妻子白冰参加深圳卫视真人秀节目《加油吧新郎》；之后参演网络电影《绝世医仙》。
2016年，出演李易峰、赵丽颖等人主演的仙侠剧《青云志》，7月15日，主演的惊悚悬疑电影《笔仙撞碟仙》上映，之后参演王丽坤、郑元畅等主演的古装科幻电视剧《天泪传奇之凤凰无双》，饰演王世杰。2017年，出演青春偶像剧《浪花一朵朵》，饰演“东猛”丁亮剑。

## 家庭
2012年，与女演员白冰在香港相识；之后，他在纽约帝国大厦上向白冰求婚成功。
2013年12月10日，与白冰在商丘华驰粤海酒店举行婚礼。
2014年4月22日，女儿诞生，小名叫做“一一”。
2020年6月白冰参加《乘風破浪的姐姐》时表示几年前两人已离婚。

## 社会活动
2015年6月，丁一受邀参与了由腾讯公益和WABC无障碍艺途共同发起的“如果爱”活动，该活动旨在唤起公众关注自闭症儿童。
2016年10月，丁一受邀参与了西甲俱乐部举办的明星球战，并担任中国超模明星足球队的前锋，与萨尔加多、任达华、黄健翔等人进行了友谊赛

## 影视作品

### 电视剧
| 首播年度 | 名称                   | 角色   | 備註 |
| -------- | ---------------------- | ------ | ---- |
| 2016年   | 《青云志》             | 吴大义 |      |
| 2017年   | 《浪花一朵朵》         | 丁亮剑 |      |
| 2017年   | 《天泪传奇之凤凰无双》 | 王世杰 |      |

### 电影
| 首映年份 | 名称               | 角色 | 備註     |
| -------- | ------------------ | ---- | -------- |
| 2015年   | 《大变话》         | 交警 | 侯亮     |
| 2015年   | 《重生之绝世医仙》 | 未知 | 網絡電影 |
| 2016年   | 《谎言大爆炸 》    | 叶新 |          |
| 2016年   | 《笔仙撞碟仙》     | 叶新 |          |
| 2019年   | 《那些女人》       | 学生 |          |
| 2019年   | 《特警隊》         |      |          |

### 綜藝節目
| 播出日期      | 節目名稱   | 首播平臺 | 備註             |
| 2015年7月20日 | 加油吧新郎 | 深圳卫视 | 明星夫妻置办婚礼 |

## 奖项
| 年份           | 颁奖典礼           | 奖项                                |
| -------------- | ------------------ | ----------------------------------- |
| 2015年10月29日 | 上海PCLADY时尚盛典 | 上海PCLADY时尚盛典”年度跨界男艺人奖 |